# Saint-Bonnet-de-Montauroux
Saint-Bonnet-de-Montauroux era una comuna francesa situada en el departamento de Lozère, de la región de Occitania, que el 1 de enero de 2017 pasó a ser una comuna delegada de la comuna nueva de Saint-Bonnet-Laval al fusionarse con la comuna de Laval-Atger.

## Demografía
| Gráfica de evolución demográfica de Saint-Bonnet-de-Montauroux entre 1800 y 2014 |
|                                                                                  |

Los datos demográficos contemplados en este gráfico de la comuna de Saint-Bonnet-de-Montauroux se han cogido de 1800 a 1999 de la página francesa EHESS/Cassini, y los demás datos de la página del INSEE.